# Podstawkodrzewek ochrowy
Podstawkodrzewek ochrowy (Basidiodendron cinereum (Bres.) Luck-Allen) – gatunek grzybów z rzędu uszakowców (Auriculariales).

## Systematyka i nazewnictwo
Pozycja w klasyfikacji według Index Fungorum: Incertae sedis, Auriculariales, Auriculariomycetidae, Agaricomycetes, Agaricomycotina, Basidiomycota, Fungi.
Po raz pierwszy opisał go w 1900 r. Giacomo Bresàdola, nadając mu nazwę Sebacina cinerea. Obecną, uznaną przez Index Fungorum nazwę nadał mu E. Robena Luck-Allen w 1963 r.
Synonimy:
- Bourdotia cinerea (Bres.) Bourdot & Galzin 1928
- Sebacina cinerea Bres. 1900
- Thelephora cinerea (Bres.) Sacc. & P. Syd. 1902

Władysław Wojewoda w 1977 r. nadał mu polską nazwę suchodrzewek ochrowy, w 2003 r. zmienił ja na podstawkodrzewek ochrowy.

## Morfologia
Owocnik
Rozpostarty, cienki, woskowo-galaretowaty lub woskowy, gładki lub oprószono-siateczkowaty, młode okazy o barwie od szarobiałej do jasnoszarej lub jasnoochrowopłowożółtej, starsze o barwie gliniastej.
Cechy mikroskopowe
Przy podłożu zbudowany z niewyraźnych, zlepionych, poziomych strzępek o średnicy 1,5–2 µm. Gleocystydy 16–35(–60) × 4–7,5 µm, powyginane, cylindryczne do maczugowato-cylindrycznych, rzadko pokryte inkrustacjami, z zawartością początkowo szklistą, a następnie żółtawą, która ostatecznie staje się żywiczna, pofragmentowana. Dendrofizy lub proste parafyzoidy o średnicy 1–2 µm, proste lub kręte, wyrastające ze sprzążek na strzępkach. Probazydia gruszkowate do odwrotnie jajowatych, 10,5–15 × 8–13 µm. Podstawki odwrotnie jajowate, często wydłużające się, stające się 2- do 4-komórkowe poprzez podzielenie podłużną przegrodę, ze sprzążkami bazalnymi i krótkimi bocznymi proliferacjami wyrastającymi z niewyraźnych sprzążek. Sterygmy cylindryczne z tępym wierzchołkiem lub szydłowate 8–15(–25) × 2–3 µm. Bazydiospory jajowate do podłużnych, spłaszczone z jednej strony i lekko zakrzywione, z gutulami, 8–11(–I3) × 6–8 µm, kiełkujące przez powtórzenie lub przez utworzenie strzępki rostkowej.

## Występowanie
Występuje na wszystkich kontynentach poza Antarktydą. W Europie jest szeroko rozprzestrzeniony. W Polsce podano wiele jego stanowisk.
Nadrzewny grzyb saprotroficzny. Występuje w lasach na martwym drewnie. Rozwija się na pniakach, opadłych gałęziach i leżących na ziemi pniach drzew, zarówno liściastych, jak iglastych. Występuje na butwiejącym drewnie lub na korze.